# الذراع (الرضمة)

تعديل مصدري - تعديل

الذراع محلة تابعة لقرية شعب السنف، التابعة لعزلة سودان بمديرية الرضمة إحدى مديريات محافظة إب في الجمهورية اليمنية.، بلغ تعداد سكانها 90 حسب تعداد اليمن لعام 2004.